# Залевская, Светлана Иосифовна
Светлана Иосифовна Залевская (род. 14 июня 1974) — казахстанская легкоатлетка, чемпионка Азии (1993, 1995) в прыжках в высоту. Участница двух Олимпиад (1996, 2000). Мастер спорта Республики Казахстан международного класса.

## Биография
Светлана Залевская на чемпионате мира среди юниоров в Сеуле (1992) с результатом 1,88 м была второй. Победившая в турнире Мануэла Айгнер (ФРГ) показала результат 1,93 м.
В дальнейшем, выступая за Казахстан, Светлана дважды выигрывает чемпионаты Азии (1993, 1995), становится второй на Азиатских играх (1994), Универсиаде (1995), Восточно-Азиатских играх(1997 и 2001), побеждает на Центрально-Азиатских играх в Бишкеке.
На Олимпиаде-1996 в Атланте с результатом 1,93 м оказывается лишь 13-й.
А на Олимпиаде-2000 в Сиднее с результатом 1,96 м оказывается 6-й.
Спортивную карьеру завершила в 2003 году.
Вышла замуж, родила сына — Джона-Александра. Живёт в ЮАР.

## Лучшие результаты в прыжках в высоту
- на открытом воздухе — 1,97 (14.06.1996, Пьер-Бенит (Рона)  Франция) и (05.07.2000, Лозанна  Швейцария)
- в помещении — 1,98 (02.03.1996, Самара  Россия) — рекорд Азии